# Architis brasiliensis
Architis brasiliensis là một loài nhện trong họ Pisauridae.
Loài này thuộc chi Architis. Architis brasiliensis được Cândido Firmino de Mello-Leitão miêu tả năm 1940.